# El Madher
El Madher (em árabe: المعذر) é uma cidade localizada na província de Batna, no noroeste da Argélia. Sua população era de 18 502 habitantes, em 2008.